# Epidexipteryx
Epidexipteryx byl rod velmi malého maniraptorního teropodního dinosaura, který žil v období před zhruba 161,5 milionu let (na přelomu střední a svrchní jury) na území dnešní Číny. Nové datování sedimentů souvrství Tchiao-ťi-šan, ve kterých byly objeveny fosilie tohoto teropoda, udává stáří 161,4 až 161,6 milionu let. Jednalo se o jednoho z nejmenších známých teropodních dinosaurů vůbec.

## Historie a popis

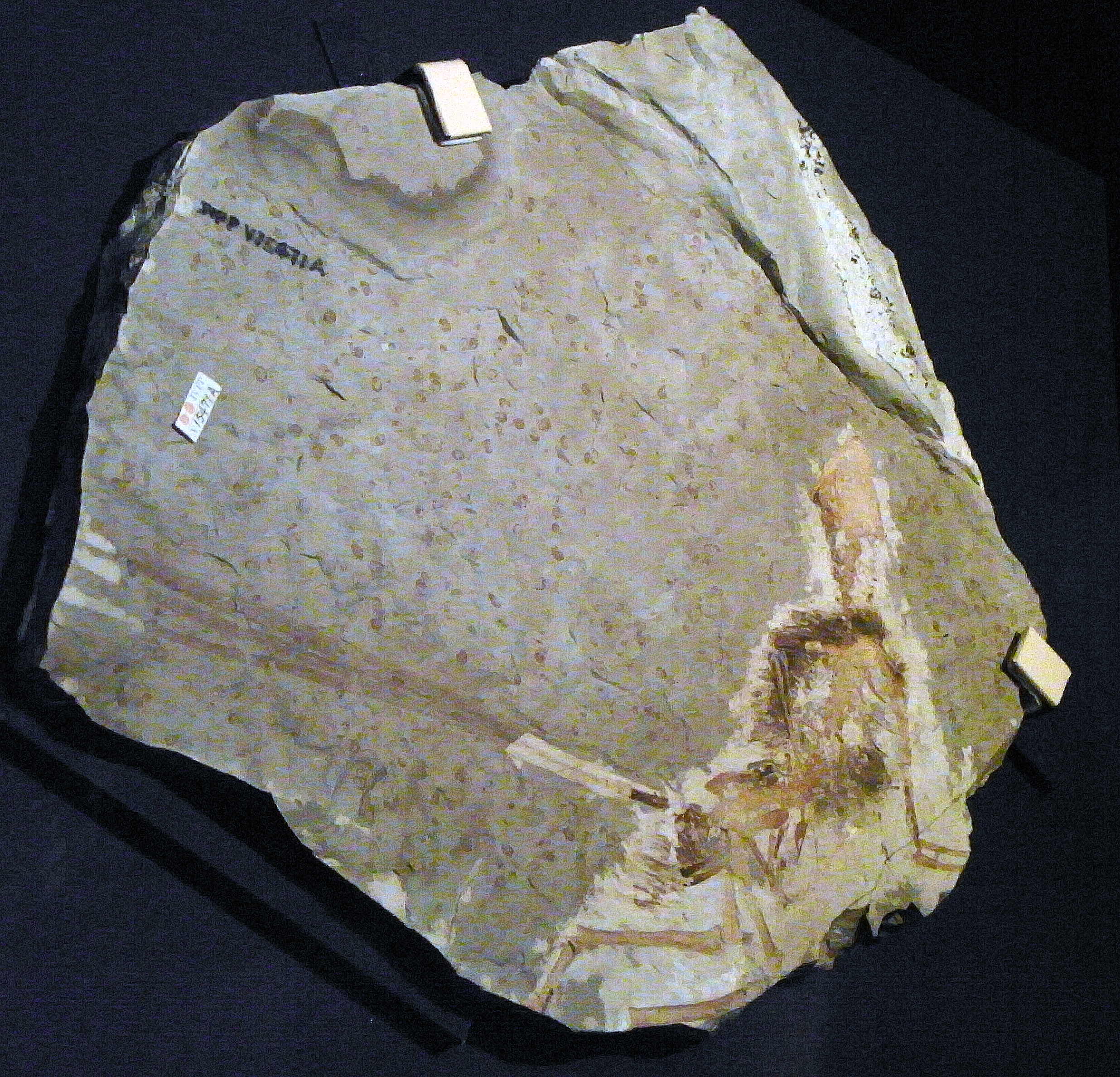
Fosilie epidexipteryxe.

Tento taxon byl popsán v roce 2008 podle dobře zachované nekompletní kostry. Součástí této fosílie byly také pernaté struktury, vytvářející u živého tvora jednoduché opeření. Zajímavostí jsou dlouhá "ocasní" pera, která zřejmě sloužila k imponování při pářícím chování. Tento druh byl dlouhý pouze kolem 25 až 30 cm a vážil zhruba jen 220 gramů (podle jiného odhadu 470 gramů), patřil tedy k nejmenším známým dinosaurům vůbec. Je jedním ze zhruba 50 dnes známých opeřených dinosaurů.
S publikací objevu se pojí menší skandál. Místo řádné publikace byl rukopis studie koncem září 2008 zveřejněn na předpublikačním webovém portálu. Dostal se tedy k veřejnosti zhruba o měsíc dříve, než byl publikován oficiálně (23. října).

## Charakteristika

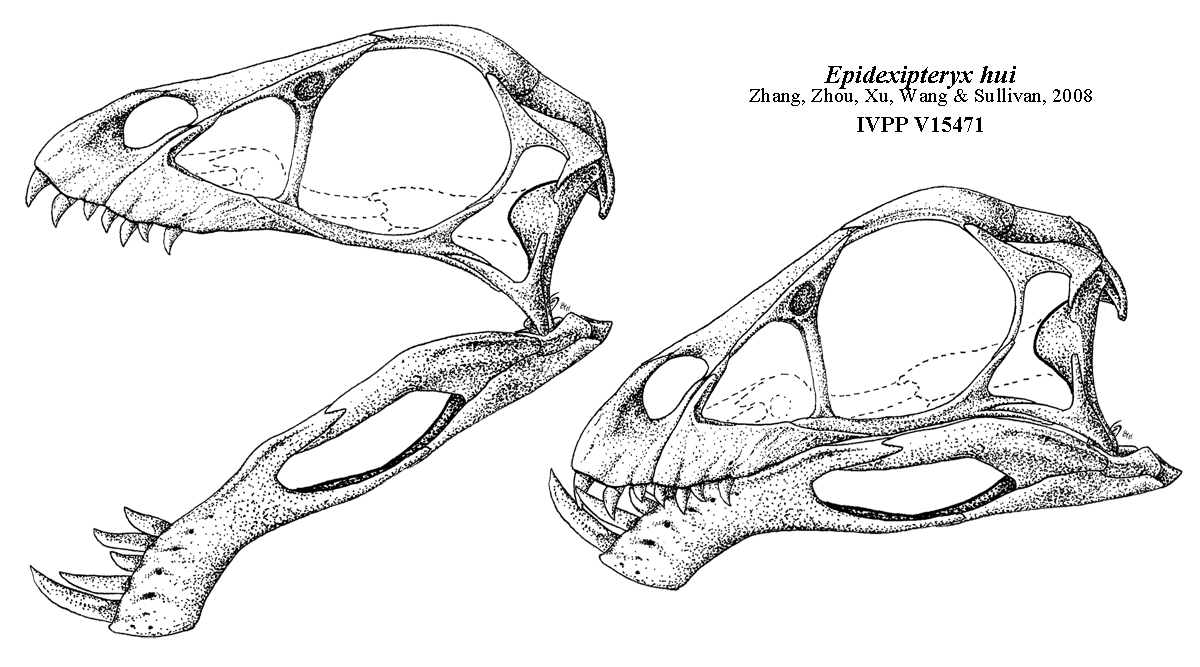
Rekonstrukce lebky epidexipteryxe.

Epidexipteryx byl nelétavý, zuby byly poněkud zahnuté dopředu, aby mohl vytahovat larvy hmyzu ze stromů. Přední končetiny měl bez letek, ale měl dlouhé prsty jako ksukol a používal je podobným způsobem, ale bez poklepávání prstem do stromů.
Systematické zařazení tohoto rodu není dosud jisté, mohlo by se jednat o vývojově primitivního zástupce kladu Oviraptorosauria.

## V populární kultuře
Epidexipteryx se vyskytuje v druhém dílu seriálů Planet Dinosaur v epizodě Feathered dragons. Zde je zobrazován jako kořist pro většího teropoda sinraptora a svými ocasy se snaží zastrašit jiné zástupce svého druhu.